# Sergiu Al-George
Sergiu (Anatol) Al-George (n. 13 septembrie 1922, Târgu Mureș – d. 10 noiembrie 1981) a fost un filolog și orientalist român. Institutul de Studii Orientale din București, înființat în anul 1990, i-a purtat numele până la dizolvarea sa, în 2007.A scris la revista „Gândirea” împreună cu Nichifor Crainic, Valeriu Anania, Lucian Blaga, Radu Gyr, Sandu Tudor și Dumitru Stăniloae.

## Biografie

### Părinții
Mama lui, Antonina Donos, era originară din județul Soroca (Basarabia), comuna Grinăuți, provenind dintr-o familie cu o puternică tradiție ortodoxă: nouă preoți și șase soții de preoți ortodocși pe parcursul a cinci generații. Numele ei patronimic era Nina Mihailovna. Pe linie paternă, avea o ascendență la fel de puternică. 
Tatăl lui, Vasile Al-George, poet și publicist, era originar din județul Năsăud, comuna Sângeorz-Băi, și era fiul unor țărani înstăriți. Aparținea intelectualității ardelene, fiind absolvent al Facultății de Drept și al Academiei de Muzică și Artă Dramatică din București.  igA luptat ca voluntar în Marele Război al Reîntregiri Neamului, fiind grav rănit, decorat și încadrat locotenent. A participat la intrarea trupelor române în Basarabia, după Marea Unire, ocazie cu care a întâlnit-o pe viitoarea sa soție. Cei doi soți s-au stabilit la Târgu-Mureș, unde Vasile Al-George a fost încadrat ca funcționar public. A avut și o bogată participare la viața culturală a epocii, fiind colaborator la revistele „Flacăra”, „Gândirea”, „Cosânzeana”, „Societatea de mâine”, „Cele Trei Crișuri”, „Pagini Basarabene” și la ziarele „Românul”, „Dreptatea”, „Patria”, „Voința”. A fost autorul unui volum de versuri intitulat „Pamânt” (1922) și traducător din lirica maghiară. Preocupat și de activitatea de cercetare a lumii indiene, a lăsat un caiet care are scris pe prima pagină „Mahabharata” și care pare a fi o traducere din germană.

### Copilăria, studiile
Numele de Sergiu a fost alegerea mamei sale, iar tatăl, mare iubitor al lui Anatole France, i-a adaugat numele de Anatol. La insistența unchiului său, fratele mai mare al tatălui, tânărul Sergiu a urmat  cursul primar și primele clase  de liceu la Târgu-Mureș, alături de fratele său, George. Prin mutarea familiei la Chișinău, și-a continuat școala la liceul militar, apoi la cel civil (numit după Alexandru Donici) din acest oraș. a fost fascinat de Mircea Eliade, în urma lecturii nuvelei „Secretul doctorului Honigberger” și ulterior „Oceanografie”. În 1939 începe să studieze limbile sanskrită și tibetană. Ultimul an de liceu, l-a făcut la Liceul „Matei Basarab” din București, unde familia se mutase din nou la un an înaintea cedării Basarabiei. Tot aici, în 1941, și-a susținut examenul de bacalaureat și a fost admis la Facultatea de Medicină, pe care o absolvă în 1949, printre primii zece, urmând să devină doctor otorinolaringolog.
O întâlnește pe Dorina Bucur, viitoarea sa soție. Dorina Bucur provenea dintr-o familie de obârșie brăileană, tatăl său, George Bucur, participând la războiul din 1916 și coborând din strămoși făgărășeni care luptaseră în Războiul de Independență, în timp ce pe linie maternă avea rădăcini în Dobrogea și Basarabia.

## Cariera
În anii 1948-1950 Sergiu Al-George, care încerca să se realizeze pe două planuri, ca medic și ca indianist, publicase deja primul său studiu, „Le mythe de l'atman et la genese de l'absolu dans la pensée indienne”. Din anul 1950 și până la pensionarea sa, în 1978, Sergiu Al-George  va lucra ca medic, în București. A fost preparator la Clinica Universitară ORL, asistent universitar la diferite policlinici. În 1952 este îndepărtat, pe motive politice, din clinica universitară ORL, ceea ce nu-l împiedică să continue cercetările. Între 1953-1958 devine foniatru al Operei și ajunge la două realizari neobișnuite pentru acea epocă: confecționarea primului stroboscop mecanic românesc pentru investigarea laringelui și redactarea primului tratat de foniatrie care nu a putut apărea deoarece a fost arestat.  
În perioada 1950-1958, lucrează intens în domeniile indianistică, sanskrită, tibetană, filosofie, lingvistică, împreună cu prietenul său, Arion Roșu, publicând articole la Paris („Purna ghata et le symbolisme du vase dans l’Inde”) și Berlin („Indriya et le sacrifice des prana”) . În 1957, Sergiu Al-George devine membru fondator al Asociației de Studii Orientale și publică studiul „Un manuscris tibetan în țara noastră“.
Între anii 1971-1973 ține un curs regulat de Filozofie și civilizație indiană, în calitate de lector extern, la Facultatea de limbi orientale, din București. În 1980, a fost invitat de profesoara Amita Bhose din India, care a predat disciplinele de indianistică la Universitatea București între anii 1972-1991, să coordoneze cenaclul de studii indiene, organizat, neoficial, în rândul studenilor. Publică numeroase articole în revistele de specialitate din străinătate, mai puțin în țară, în Analele Congreselor de orientalistică ținute la Weimar și în India.. A tradus „Istoria Indiei” și „Bushido” la care lucra împreună cu Nicolae Steinhardt. I-a dedicat tatălui său cartea cea mai dragă, „Bhagavad Gita”.Ultimii doi ani sunt legați de scrierea cărții „Arhaic și universal”. În 1981 participă la cel mai important eveniment științific al vieții sale: Congresul mondial de indianistică de la Varanasi și susține o dizertație la Universitatea din Delhi, având ca temă cele două mari pasiuni științifice ale vieții sale: despre Metaforă și despre Pānini. Pe data de 10 noiembrie 1981, la patru zile de la întoarcerea din India, se stinge din viață, fiind îngropat la cimitirul Bellu.
Despre el Amita Bhose, prietenă și colaboratoare, afirma că are aceeași structură mentală ca sanscritologii indieni, altfel nu ar fi putut înțelege spiritualitatea indiană în propria-i perspectivă. „Știința nu i-a adus niciun orgoliu, mai degrabă l-a îndrumat spre scopul suprem al vieții, spre acea lume a fericirii care stă dincolo de cotidian și pe care n-o poți cuprinde nici prin vorbă nici prin minte” (A. Kumar Ray, ambasador al Indiei la București în anii 1980).

## Detenția
La 18 Decembrie 1958, Sergiu Al-George a fost arestat și implicat în așa-numitul „lot Noica”, împreună cu alți intelectuali. A fost condamnat, în martie 1960, la șapte ani închisoare corecțională, patru ani interdicție și confiscarea averii pentru deținerea unei scrisori intitulată „Lettre à un ami lointain”, trimisă de Emil Cioran lui Constantin Noica, și a cărții lui Mircea Eliade „La Fôret Interdite”, fapte considerate drept uneltire împotriva ordinii sociale. Execută cinci ani și șase luni de închisoare dintre care trei ani de muncă grea în Balta Brăilei. A fost pus în libertate în aprilie 1964, și-a reluat activitatea de medic, dar și cercetările de indianistică.

## Opera

### Cursuri
- „Curs de filosofie și civilizație indiană”, Universitatea din București, Facultatea de limbi romanice, clasice și orientale, Secția de limbă și literatură hindi, 1971/72, 1972/73

### Conferințe
- „Un manuscris tibetan în țara noastră” (la Societatea de Studii Istorice și Filologice, Secția orientală, 9 decembrie 1957)
- „Actualitatea gramaticii lui Pāṇini” (la Asociația de Studii Orientale, 12 iunie 1969)
- „Noi date asupra manuscrisului tibetan de la Contești” (la aceeași asociație, Iași, 22 decembrie 1971)
- „Logică și limbaj în perspectiva lingvisticii indiene vechi” (la Societatea Română de Lingvistică, 2 februarie 1972)
- „Eros și simbol în psihologia europeană și indiană” (la Asociația de Studii Orientale, 4 martie 1972)
- „Metaforă și filosofie din perspectivă indiană” (subiect pe care l-a tratat și la congresul de la Benares)
- „Logică și limbaj în perspectiva lingvisticii indiene vechi”, Societatea română de lingvistică, 2 februarie 1972
- „Logica deontică în filosofia Mīmāṃsā”
- „Rădăcinile tradiționale ale gândirii lui Gandhi”, ASO, 2 martie 1973 (în cadrul comemorării UNESCO, alături de Amita Bhose și Aurora Nasta)
- „Categoriile sintactice paṇiniene, așa cum sunt adoptate în gramatica tradițională tibetană”
- „Metaphor and Philosophy from an Indian Perspective”, comunicare la Congresul de sanskrită de la Benares, X, 1981 (publicat în versiune bilingvă în revista „Manuscriptum”, 3 (1988), pp. 86–95, semnat Amita Bhose)

### Studii, articole, prefețe, interviuri
- „Le mythe de l'atman et la genése de l'absolu dans la pensée indienne”, în „Revue des études indoeuropéennes”, IV (1947), p. 227–246
- „Purna ghata et le symbolisme du vase dans l'Inde”, în „Arts asiatiques”, IV (1957), nr. 4, p. 234–255 (în colaborare cu Aron Roșu)
- „Indriya et le sacrifice des prana”, în „Mitteilungen des Instituts für Orientforschung”, V (1957), nr. 3, p. 346–397 (în colaborare cu Aron Roșu)
- „Le sujet grammatical chez Pāṇini”, în „Studia et acta orientalia”, I (1957), p. 39–47.
- „La fonction révélatrice des consonnes chez les phonéticiens de l'Inde antique”, în „Cahiers de linguistique théorique et appliquée”, III (1966), p.11–15
- „The Semiosis of Zero according to Pāṇini”, în „East and West”, XVII (1967), nr. 1-2, p.115–124
- „L'Inde antique et les origines du structuralisme", în „International Congress of Linguists”, vol. II, București, 1967, p.235–240
- „The extra-linguistic origin of Pāṇini's syntactic categories and their linguistic accuracy", în „Journal of Oriental Institute” (Baroda), XVIII (1968), p.1–7
- „Cuvânt înainte la Imnuri vedice”, trad. I. Larian Postolache, 1969, p.5–13
- „Sign (lakṣaṇa) and propositional logic in Pāṇini", în "East and West", XIX (1969), nr. 1-2, pp. 167–193
- „Medicina indiană", în „Istoria medicinei universale”, București, 1970, p.108–132
- „Medicina tibetană”, în „Istoria medicinei universale”, București, 1970, p.133–136
- „Occupational and non occupational respiratory allergy in bakers”, „Acta Allergologica”, 25, în colaborare cu V. Popa, 1970 p.159-177
- „Interviu cu Sergiu Al-George despre călătoria sa în India”, realizat de Amita Bhose, în bengali, Jugantar, Calcutta, 1972
- „Are Pāṇini's sūtras descriptive or prescriptive sentences?”, în „Annals of the Bhandarkar Oriental Research Institute”, Diamond Jubilee Volume, 1977-1978, p.27–36
- „Temps, histoire, destin”, în „L'Herne”, 33 (Cahier Mircea Eliade), 1978, p.331–347
- „La résonnance de la pensée indienne dans la culture roumaine”, în „Fourth World Sanskrit Conference of I.A.S.S.”, Summaries of Papers, Weimar, 1979, p.131–132
- „Brâncuși et l'Inde”, în „Revue roumaine d'histoire de l'art”, Serie Beaux-Arts, XVIII (1981), p. 3–53

### Cărți
- Un manuscris tibetan în România, ASO, 9 decembrie 1957
- Tratatul de Foniatrie, Editura Medicală, 1958, 200 p.
- Introducere în cultura indiană, Universitatea Populară Constanța, 1965-1969
- Note indiene, fragmente traduse în bengali de Amita Bhose, Jugantar, Calcutta, 1973
- Limbă și gândire în cultura Indiană, Colecția Biblioteca Orientalis, Editura Științifică, 1976
- Arhaic și universal. India în conștiința culturală românească (Brâncuși, Eliade, Blaga, Eminescu), Editura Eminescu, București, 1981, un volum de 295 pagini (lucrare pe care Mircea Eliade o apreciază elogios într-o scrisoare către Mircea Hondaca: „În fond Sergiu Al -George a reuși să ilustreze, în mod exemplar, ceea ce am putea numi o nouă metodă comparativă pentru cercetarea și ănțelegerea civilizațiilor tradiționale”.[3]
- Metaphor and philosophy from an Indian perspective, 5 WSC, Varanasi, 1981
- Mircea Eliade, ASO, 1981
- Un manuscrit tibetain en Roumanie, Annals of the Sergiu Al-George Institute, I, 1992, p.15–20
- Arhaic și Universal. India în conștiința românească, Ediția a II-a, Editura Herald, Colecția Eseuri, București, 2002, 256 p., ISBN 973-98399-8-3

### Traduceri
- Istoria Indiei traducere din rusă în colaborare cu un traducator cât și cu Arion Roșu, 1958, 400 p.
- Filosofia indiană în texte: Bhagavad Gita, Saṁkhya-Karika, Tarka-Saṁgraha, traducere din limba sanskrită, cu studii introductive, comentarii și note, Editura Științifică, București, 1971, 253 pagini
- Limbă și gândire în cultura indiană, Editura Științifică și Enciclopedică, București, 1976, 214 pagini
- Bhagavad-Gītā Ediția a II-a, Ediție bilingvă realizată de Vlad Șovărel. Traducere din limba sanskrită, notă introductivă, comentarii și note, index sanskrit și index de nume: Sergiu Al-George, Editura Herald, Colecția Cărți Fundamentale, București, 2011, 240 p., ISBN 978-973-111-198-8